# Philadelphus sargentianus
Philadelphus sargentianus är en hortensiaväxtart som beskrevs av Shiu Ying Hu. Philadelphus sargentianus ingår i släktet schersminer, och familjen hortensiaväxter. Inga underarter finns listade i Catalogue of Life.